# Plectranthus conglomeratus
Plectranthus conglomeratus là một loài thực vật có hoa trong họ Hoa môi. Loài này được (T.C.E.Fr.) Hutch. & Dandy miêu tả khoa học đầu tiên năm 1926.